# Anvéville
Anvéville is een gemeente in het Franse departement Seine-Maritime (regio Normandië) en telt 247 inwoners (1999). De plaats maakt deel uit van het arrondissement Le Havre.

## Geografie
De oppervlakte van Anvéville bedraagt 4,2 km², de bevolkingsdichtheid is 58,8 inwoners per km².
De onderstaande kaart toont de ligging van Anvéville met de belangrijkste infrastructuur en aangrenzende gemeenten.

## Demografie
Onderstaande figuur toont het verloop van het inwonertal (bron: INSEE-tellingen).